# Daşüz
Daşüz è un comune dell'Azerbaigian situato nel distretto di Şəki. Conta una popolazione di 1.243 abitanti.